# Kale (Žalec, Slovenija)
Kale je naselje u slovenskoj Općini Žalecu. Kale se nalazi u pokrajini Štajerskoj i statističkoj regiji Savinjskoj. 

## Stanovništvo
Prema popisu stanovništva iz 2002. godine naselje je imalo 168 stanovnika.